# Magda González Grau
Magda González Grau (La Habana, 1956) es una directora de cine y televisión cubana. Es especialmente conocida por la película ¿Por qué lloran mis amigas? (2017) y por dirigir series de televisión como Calendario (2022-2024). En sus trabajos destaca la mirada sobre la realidad de las mujeres cubanas y los conflictos de adolescentes y jóvenes.

## Biografía
Su madre, Ángela Grau Imperatori era maestra, escritora y periodista. Implicada en la promoción cultural, directora de la revista Cuba en el Ballet, creadora de patronatos relacionados con el arte, trasladó sus conocimientos y sensibilidad a Magda: la música, el teatro, el cine, la literatura, las artes plásticas. También le contagió su vocación de enseñar, explica González Grau, quien ha dedicado a su madre la serie de televisión Calendario cuya protagonista, Amalia, es una maestra que se enfrenta el día a día de los conflictos cotidianos que viven un grupo de adolescentes de secundaria. Su padre, Fabio González Ferragut era contador público, economista y cinéfilo.
Licenciada en Literatura y Lingüística Hispanoamericana por la Facultad de Filología de la Universidad de La Habana, su primera intención fue dedicarse a dar clases de español y literatura, pero sin plaza como profesora en la facultad acabó en el Instituto Cubano de Radio y Televisión (ICRT). Tras un curso de doblaje y subtitulaje, empezó allí en 1980 a trabajar bajo la tutela del sonidista Jorge González Zangróniz que dirigía el departamento de sincronización. Fue allí donde se acercó al lenguaje cinematográfico. Empezó dirigiendo doblaje y pasó a la dirección de actores.
Ya en el departamento de sincronización empezó a realizar documentales. Con la musicóloga Gloria Torres viajó a la Isla de la Juventud para investigar el ritmo del ritmo sucu sucu. El resultado se plasmó en el documental Querido y viejo amigo (1990) con el que ganó varios premios, entre ellos su primer premio internacional, en el Festival Tan Tan Vídeo de Italia. Después de un curso multidisciplinario en el ICAIC que integraba dramaturgia, dirección escénica, montaje, fotografía, sonido, producción e historia del cine dio el salto a trabajar en la telenovela El año que viene de la mano de Yaky Ortega, primero como asistente de dirección y posteriormente como directora, adquiriendo la experiencia de la particularidad del rodaje de series.
En 2010 presenta "Cuaderno de arte" y tras dos años sin estar detrás de la cámara en 2012 estrena la obra audiovisual "Añejo 5 siglos".«Me interesó porque, a pesar del tiempo que transcurre entre una historia y otra, existe una coincidencia en cuanto a la visión femenina respecto al abandono, a ese rincón en el que a veces se ubica a las mujeres, quienes supuestamente no deben participar de la aventura y deben esperar. Es muy llamativo cómo en ambas se aprecian intereses, impresiones, posiciones comunes. Eso me atrapó» explica González Grau sobre el telecuento protagonizado por Amarilys Núñez y Luisa María Jiménez inspirado en el relato homónimo de la escritora María Elena Llana.
El siguiente paso fue trasladarse a Colombia donde trabajó en el canal estatal de televisión. Allí se familiarizó con las complejidades del horario "prime time", de enganchar a quien seguía la serie en los tres primeros minutos de un episodio, «mi trabajo era monitorear toda la programación, adquirí la cualidad de ver en breve tiempo lo que está mal hecho y proponer soluciones» explica. A su regreso a Cuba después de tres años, realizó su ópera prima en televisión, el cortometraje La Rueda de la fortuna, basado en el cuento de Onelio Jorge Cardoso y más tarde Clase magistral, una obra de teatro basada en la vida de la soprano Maria Callas.
Con la revista televisiva juvenil Una Calle Mil Caminos de Cubavisión Magda fue distinguida en 2017 con el premio Caracol a la dirección de programas juveniles, logrando así el galardón más antiguo de los premios dedicados a la creación audiovisual en Cuba. La directora, que también escribe los guiones, se adentra en las problemáticas de adolescentes y jóvenes temáticas que posteriormente retomará en Calendario (2022-2024)junto a Amílcar Salatti como guionista, y Yolanda Rosario como productora, cuya popularidad y aceptación ha llevado al rodaje de tres temporadas.
En el año 2017 rueda la película ¿Por qué lloran mis amigas? (2018) con guion de la escritora Hannah Imbert Morell. En ella narra la historia en la que cuatro amigas se reencuentran después de veinte años y comienzan a rememorar sueños y frustraciones. La película expone los desafíos de las mujeres en la sociedad actual. Está rodada íntegramente en interior, algo poco frecuente en la filmografía cubana.La película es distinguida con un premio Caracol en novimebre de 2018. Con esta película González Grau es una de las pocas mujeres cineastas cubanas que firman películas de ficción. La lista es corta: Sara Gómez, quien abrió el camino, (De cierta manera, 1974), Teresa Ordoqui (Te llamarás inocencia, 1988), segundo larmetraje de ficción cubano dirigido por una mujer película en la que por primera vez se muestra un desnudo femenino en televisión, Rebeca Chávez (Ciudad en rojo, 2009), Marilyn Solaya (Vestido de novia, 2014), Jessica Rodríguez (Espejuelos oscuros, 2014) y Patricia Ramos (El techo, 2017).
También en 2017 dirige Piña colada, una adaptación literaria para la televisión de la obra de Lil Romero en la que se plantea la problemática de las madres solteras y la situación de las mujeres en Cuba al frente de familias monoparentales. El telefilme, de una hora de duración, se estrena en el programa de Cubavisión Una calle mil caminos.
En enero de 2022 estrenó su primera serie de televisión como directora: Calendario con guion de Amílcar Salatti y con Yolanda Rosario como productora.
Además de su trabajo como directora, Magda González es profesora de la Facultad de Arte de los Medios de Comunicación(FAMCA) y ha impartido cursos y talleres en Cuba y en el extranjero en diferentes especialidades del audiovisual.

## Obra
Reflejar la situación de las mujeres y los retos a los que deben enfrentarse en la sociedad cubana es el foco de varios trabajos de Magda.

### ¿Por qué lloran mis amigas?
Con la guionista y productora Hannah Imbert Morell y la asistente Geraldine León, Magda González Grau dirige esta película de ficción en la que cuatro amigas, interpretadas por las actrices Luisa María Jiménez (Gloria), Yazmín Gómez (Yara), Edith Massola (Carmen) y Amarilys Núñez (Irene se reúnen después de veinte años y empiezan a recordar sus sueños y frustraciones. Al elenco se suman las actuaciones especiales de Paula Ali, Patricio Wood y Roque Moreno. Cuatro amigas se encuentran después de veinte años sin verse. El recuento de sus vidas impone a cada una retos futuros que están dispuestas a afrontar juntas.

### Calendario
En enero de 2022 llega el estreno de la primera serie de televisión en la que Magda González Grau está al frente en la dirección. Inicialmente pensada como telefilme, Calendario es una producción independiente para Cubavisión con la que ha contado con Amílcar Salatti como guionista creador de numerosas series policías, juveniles y musicales con un importante éxito de audiencia que ha logrado.
La serie surgió a partir de una investigación en la que los alumnos no apreciaban totalmente el papel de acompañamiento de los maestros ha explicado Magda. La maestra protagonista es homenaje a la madre de la directora. Con la poesía como herramienta, profesorado y alumnado afrontan temas complejos como el acoso, el bulling, violaciones o las drogas, la identidad sexual, la homosexualidad y la eutanasia entre otros problemas. En ella introduce temas socioeconómicos y ético-morales como la pedofilia, la homosexualidad (femenina en ese contexto), la prostitución (masculina), etc.
La serie tiene tres temporadas con una duración de 15 minutos por capítulo. La primera de 13 capítulos, la segunda de 12 -emitida entre mayo y abril de 2023- y la tercera de 14. El último capítulo de la tercera temporada se estrenó en mayo de 2024.
Amalia, personaje interpretado por Clarita García, es una joven maestra de español-literatura que regresa a la escuela donde ella estudió para dar clases y enfrentarse a su propio pasado. Ella misma fue rescatada por una maestra que tuvo la constancia de ayudarla a enfrentar sus problemas de conducta. Ahora es ella quien debe gestionar a un grupo de chicos de secundaria con los que debe abordar todo tipo de conflictos cotidianos. Con frecuencia los personajes están inspirados en jóvenes del entorno de la sobrina del guionista
La maestra protagonista de la serie, ha explicado Magda González, es un homenaje a su madre. La serie plantea temas complejos. Según la directora «el objetivo principal de Calendario es llegarle a cada persona, saber que prefiere ver y convertirse en un reflejo de la realidad cubana actual y a través de ella hallar posibles soluciones a cada problema».religión, orientación sexual y homosexualidad, la discapacidad, la eutanasia, violación, drogas, los viajes al extranjero, quienes regresan o no..

## Premios y reconocimientos
Premios Caracol, que organiza la Unión de Escritores y Artistas de Cuba, asociación de la cual ha sido miembro de la Presidencia, así como el Premio “Best Drama” en el Caribbean Broadcasting Awards y al Mejor Filme en la Sección Contemporánea del Festival de Trieste, Italia, entre otros.
Premios por Querido y viejo amigo
- 1991: Premio Especial del Jurado, Concurso Caracol de la UNEAC, La Habana, Cuba
- 1991: Mejor Documental, IV Muestra de Cine Joven de la AHS, La Habana
- 1991: Premio de Dirección de Documental, Festival Tan Tan Video, Italia

## Filmografía
- El diablo anda suelto (2004)[21]
- Freddie (2006) película de televisión (sonido)[22]
- ¿Por qué lloran mis amigas? (2017) dirección película de ficción

### Programas de televisión
- Una calle mil caminos. Revista Juvenil de televisión.
- Hurón azul. Informativo de opinión. Iniciado en 1994[23]
- Ver para creer. Programa sobre el audiovisual.

### Series
- Calendario. Creadora y directora. 3 temporadas (2022 - 2024)

### Telefilmes
- Piña colada. (2017) Telefilme.[15]

- Grupo Juvenil Infantil TVC

- Nacer todos los días”. Documental.
- Me faltabas tú. (2018)

- Ver para creer. Programa sobre el audiovisual[24]

- Añejo 5 siglos (2012)

- Cuaderno de Arte Telefilme.

- Dos toques para Roberto. (2010) Telefilme.

- Café y Soledades. Telecuento.

- Sol y Sombra. Telecuento.
- Obscena intimidad. (2007)Telefilme.[25]
- Puertas. Telefilme.
- El Caballo de Coral. Telecuento.
- El Club de los perdedores. Telefilme.
- Clase magistral. Teleteatro.
- La rueda de la fortuna. Telecuento.
- El año que viene. Telenovela.
- Querido y viejo amigo. (1990) Documental
- La coordenada perfecta. Serie documental.
- Melecio y la voluntad. Documental
- Te quedarás. Programa  musical
- Red de Solidaridad Social. Cápsulas documentales
- Señal Colombia. Inravisión, Colombia.